# 220
سنة 220 م (بالأرقام الرومانية: CCXX) كانت سنة كبيسة تبدأ يوم السبت (الرابط يظهر نموذج الجدول الزمني الكامل للسنة) من التقويم اليولياني. بدأت تسمية السنة ب220 منذ العصور الوسطى المبكرة، عندما أصبح تقويم أنو دوميني هو الأسلوب السائد في أوروبا لتسمية السنوات.

## وفيات
- تساو تساو

بابك بن ساسان والد الملك أردشير الأول مؤسس الإمبراطورية الساسانية.